# میریام بوتکرایت
میریام بوتکرایت (به آلمانی: Miriam Butkereit) (زادهٔ ۸ مه ۱۹۹۴) جودوکار اهل آلمان است که مدال نقره را در بازی‌های المپیک تابستانی ۲۰۲۴ در وزن ۷۰ کیلوگرم زنان به دست آورد و همچنین مدال‌آور برنز قهرمانی جودو جهان و نایب‌قهرمان قهرمانی اروپا در بخش تیمی مختلط است. بوتکرایت همچنین دو بار قهرمان گرند اسلم شده است.